# كانديس أولسن
كانديس أولسن (بالإنجليزية: Candice Olson)‏ هي مصممة داخلية كندية ولدت في 27 أكتوبر 1964م، معروفة بتقديمها برنامجي تحديث المنازل ديفاين ديزاين وكانديس تلز أوول.

## النشأة
بدأت كانديس تعليمها في جامعة كالغاري ولعبت في المنتخب الكندي النسائي للكرة الطائرة في نفس الوقت، ثم انتقلت إلى كلية التصميم الداخلي في جامعة رايرسون في تورنتو وتخرجت منها. ثم صقلت مهاراتها لعدد من السنوات في بعض أهم شركات التصميم الداخلي الكندية.

## المهنة

### كانديس أولسن للتصميم
في عام 1994م، أنشأت كانديس نشاطها الخاص كانديس أولسن للتصميم في متروبوليتان تورنتو، حيث كانت تقدم خدمات التصميم السكنية والتجارية.

### برامج التلفاز
في خريف العام 2001م، بدأ عرض برنامج ديفاين ديزاين على قناة دبليو نتورك الكندية، وسرعان ما أصبح أحد أهم وأبرز برامج الشبكة، وبعد عامين، في 2003 م، عُرض البرنامج في قناة إتش جي تي في في الولايات المتحدة الأمريكية لأكثر من 90 مليون منزل.
في الأول من يونيو 2011م، عُرض برنامج كانديس الجديد كانديس تلز أوول على إتش جي تي في، ثم ظهر على دبليو نتورك في السادس من يونيو 2011م.

### المجموعة
مجموعة كانديس أولسن  هي تشكيلة منتجات تحمل اسمها في سوق ديكور المنزل، أُطلقت هذه التشكيلة في 2005م وتشمل الأثاث المنجد والمنسوجات وورق الحائط والإضاءة والخزانات واللحف.

### الكتب
كانديس أولسن والتصميم: إلهام وأفكار لمنزلك (بالإنجليزية: Candice Olson on Design: Inspiration and Ideas for Your Home)‏ هو كتابها الأول حيث شاركت فيه القراء أسرار التصميم، وقدمت تلميحات ونصائح لمساعدة القراء على التخطيط والتنفيذ لمشاريعهم المنزلية، صدر الكتاب في 2006 وحقق مبيعات تجاوزت 200,000 نسخة.

كانديس أولسن: المطابخ والحمامات (بالإنجليزية: Candice Olson: Kitchen & Bathrooms)‏ صدر في 22 مارس 2011، ويحمل في طياته مئات الصور الملونة لمشاريع قامت بها كانديس بالإضافة إلى نصائح وأفكار لجعل المطابخ والحمامات جميلة وعملية.

كانديس أولسن: غرف النوم (بالإنجليزية: Candice Olson: Bedrooms)‏ صدر في 24 يوليو 2012 ويعرض 25 مشروع تغيير جذري لغرف النوم للوصول مع مئات الصور ل«قبل» و«بعد» بالإضافة إلى نصائح كانديس.

كانديس أولسن: المساحات العائلية (بالإنجليزية: Candice Olson: Family Spaces)‏ صدر في 6 نوفمبر 2012 ويقدم مجموعة من تصاميم كانديس لغرف العائلة والأقبية.

كانديس أولسن: تحديات التصميم المفضلة (بالإنجليزية: Candice Olson: Favorite Design Challenges)‏ صدر في 26 مارس 2013، ويقدم 24 مشروع تغيير، ويوفر حلولًا للتحديات التي قد تواجه ملاك المنازل.

كانديس أولسن: أناقة كل يوم (بالإنجليزية: Candice Olson: Everyday Elegance)‏ صدر في 20 أغسطس 2013 ويقدم مئات الصور بالإضافة إلى توجيهات ونصائح كانديس.

## الحياة الشخصية
كانديس متزوجة من البناء الألماني جوريج سينيك، ولهما طفلان بيبر وبيكيت، وتعيش العائلة في منطقة متروبوليتان تورنتو.